# モロ・キャッスル号火災事故

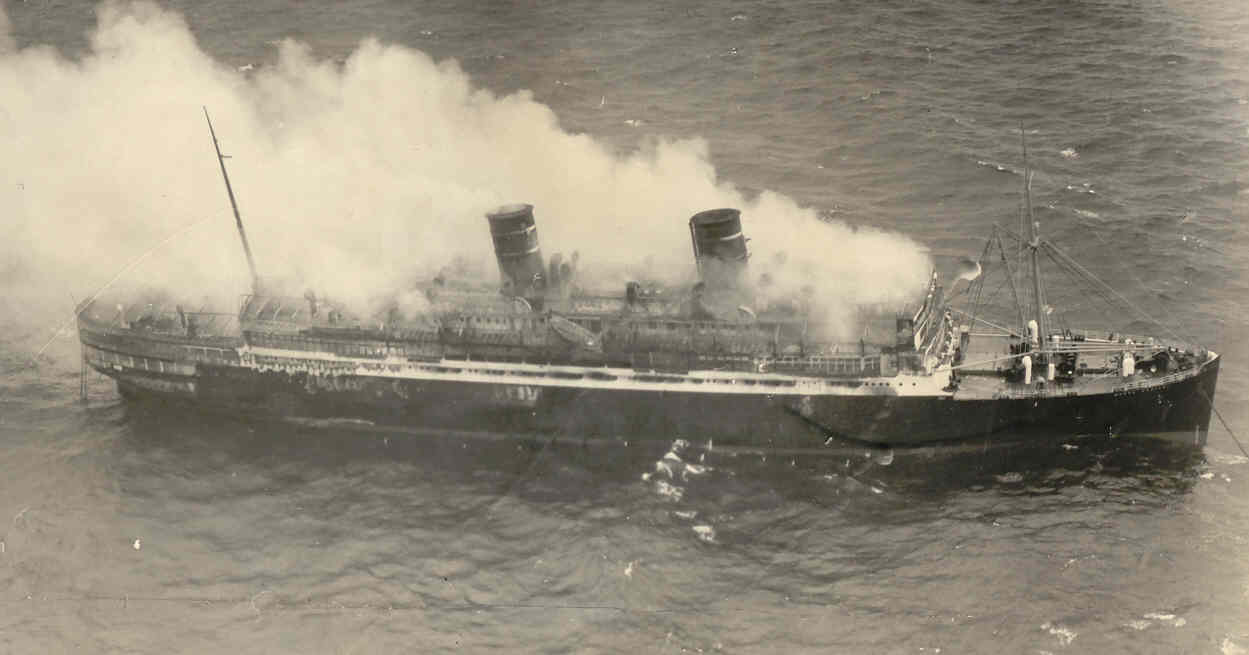
炎上するモロ・キャッスル号

モロ・キャッスル号炎上事故（モロ・キャッスルごうえんじょうじこ）は、1934年9月8日にアメリカ・ニュージャージー州、アズベリー・パーク沖の大西洋においてクルーズ客船「モロ・キャッスル号」（SS Morro Castle）が炎上した海難事故である。

## モロ・キャッスル号の背景と要目
モロ・キャッスル号は事故の4年前にニューヨーク&キューバ郵便汽船会社（アトランティック・ガルフ&西インド汽船ライン傘下。俗称ウォード・ライン）がアメリカ政府の財政融資を背景に建造した客船で、姉妹船のオリエンテ号と共にアメリカ政府の補助を受けてニューヨーク―ハバナ間の定期航路に就航したが、禁酒法を背景にしたアメリカ国外での飲酒を目的にしたクルーズを行っているのが実態であった。本船の概要は以下の通り。
- 全長162メートル
- 総トン数1万1520トン
- 速力20ノット（蒸気タービン・エレクトリック・1万8000馬力）
- 乗客定員数530人（うち一等船客430人、ツーリスト船客100人）
- 乗組員定員数220人

## 事故前の前兆
事故発生1か月前の7月29日、船長は軽食をとった際に体調に異常をきたし、船医から薬物中毒と診断されたが薬物の特定にはいたらなかった。更に1か月後の8月27日、アメリカ政府からキューバ政府に供与される武器弾薬を輸送している際に船倉火災が発生。自動消火装置により鎮火したものの、船長は自分の命が狙われていると考え、事故発生1週間前の9月1日以降、自室に閉じこもり、幹部船員が訪れる以外の連絡は電話で行っていた。そして事故発生6時間前の9月7日午後7時50分頃、ハリケーンの荒天下、減速を進言するため一等航海士が船長室を訪れたところ、船長が浴槽内で死亡しているのを発見した。船医は心不全と判断したが原因は不明であった。このため、一等航海士が船長代理を務めることになった。

## 火災発生と混乱
そして日付が9月8日となった午前2時50分頃、船内のバーで後片づけをしていた船員が煙に気付き、船客執筆室を調べたところ火の気がないはずのロッカーで火災を確認し、消火器で初期消火を図ったが失敗、他の船員も参加して消火栓による消火を試みるも、消火栓の動力であるボイラーが故障のため停止されており対処できなかった。そのうちに荒天による強風下の航行に加え、もともと船内の装飾は耐火処理がなされていなかったため火災は全船に広がり、火災による電気系統の破損や船客執筆室の天井裏に収納されていた綱取りに使うライフル銃の火薬が爆発したことが船客船員の混乱に油を注ぐ形となった。火災確認から31分後の午前3時21分に一等航海士は機関停止と総員退船を命じたが、大部分の船員が船客優先の原則を無視して救命ボートで脱出を図った一方で船客は混乱し、船室の窓から脱出した者の中には荒天の海に沈む者や機関停止前に飛び込んでスクリューに巻き込まれて絶命する者もいた。なお、モロ・キャッスル号は総員退船発令の2分後にSOSを発信した。

## 救助活動

### 公的機関
アメリカでの海難救助の要たる沿岸警備隊は有力な巡視船艇が修理や別の任務で現場海域から離れていたり、無線機の取り扱いを習熟していない乗員が担当していたため通信内容を把握できず出動が遅れ、周囲に展開していた小型巡視艇に無線機が搭載されていないという不運が重なり、初動態勢が遅れてしまった。それでも沿岸部に展開していた水難監視部隊が荒天をついて小舟による救助活動を実施した。また、時のニュージャージー州のハリー・ムーア知事は休暇先の保養所で事故を知ると直ちに州兵250人を出動させ陸軍の航空機に同乗して現場に向かい捜索中の救助艇を誘導する活動を行い、沿岸地域の警察、消防も救助・捜索活動に従事した。

### 民間
モロ・キャッスル号のSOSを受信して現場海域に駆け付けた4隻の商船のうち、米貨物船アンドレア・ルッケンバッハ号、米客船シティー・オブ・サバンナ号、英客船モナーク・オブ・バーミューダ号の3隻は合わせて162人の救助に成功したが、米貨客船プレジデント・クリーブランド号は捜索活動が不十分だったと指摘され、世間の非難に晒されることとなった。また、現場沿岸のアズベリー・パークの住民は数千人規模で保有船舶や自動車による遭難者の捜索救助やホテルや住宅を使っての救護、炊き出しを行った。しかしその中で救助活動に参加していた住民1名が荒天で溺死する2次災害も発生した。

## 最終的な被害と法的措置

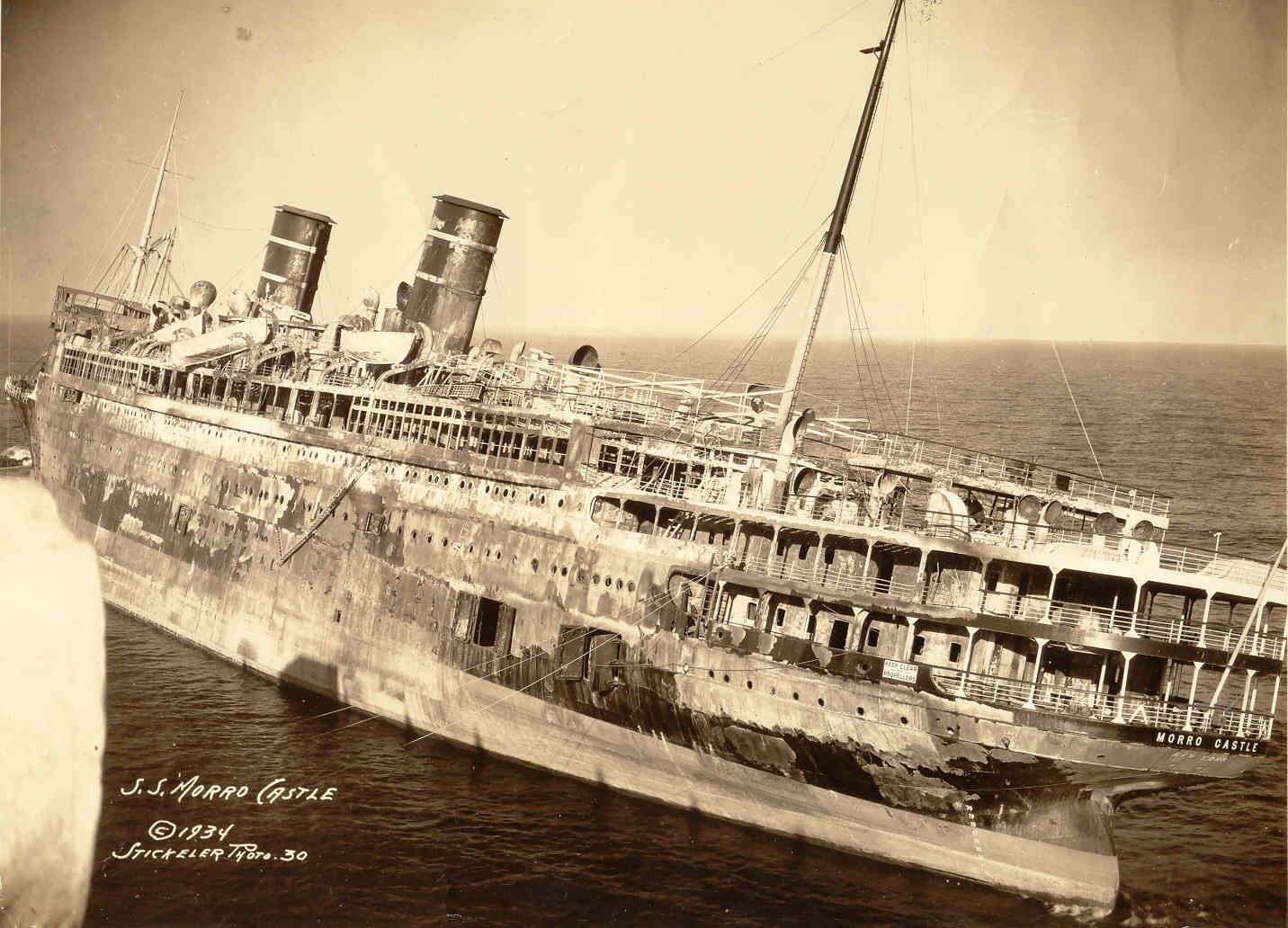
モロ・キャッスル号の残骸

この事故の結果、モロ・キャッスル号は全損に帰し、全搭乗者549人のうち135人が死亡した。死亡者のうち86人が船客で全船客の29％にあたった。混乱状態とはいえ、船客を差し置いて救命ボートで脱出を図った船員の態度、乗員構成における安全基準の違反などから船長代理を務めていた一等航海士、真っ先に救命ボートに乗り込んでいた機関長、副社長と会社自体が連邦ニューヨーク南部地方裁判所に起訴され、1936年1月に一等航海士に禁固2年、機関長に禁固4年、副社長に禁固1年および罰金5000ドル、会社に罰金1万ドルが言い渡された。これに対し会社側は一等航海士と機関長の罪状については控訴し、最終的に消火および避難訓練の不備は一等航海士ではなく変死した船長の責任とし、機関長の行為は道徳的な問題だが違法ではないとされ、2人は差し戻し審で無罪とされた。また、会社は民事訴訟での長期戦を避け、最終的に89万ドルの示談金支払いで決着させると共に総額420万ドルの保険金を受け取った。一方、FBIは沿岸に漂着したモロ・キャッスル号の現場検証を行い、出火したロッカー周辺を捜査したが出火原因を突き止めるには至らず、翌年3月にモロ・キャッスル号はスクラップとなったため、再捜査の機会は失われた。また、事故前に変死した船長の遺体は火災で白骨化しており、程なく墓地に埋葬されこちらも死因特定の機会は失われた。

## 通信長の『犯行告白』
事故から3年6カ月たった1938年3月4日、ニュージャージー州ベイオンヌの警察署において水槽用の温熱器に仕込まれた爆弾を使った爆破事件が発生し、1人の警部が重傷を負った。事件発生から2週間後、被害にあった警部の部下であるAが殺人未遂容疑で逮捕された。このAは『モロ・キャッスル』の元通信長であり、爆破事件の前日まで警部に『自身がモロ・キャッスル号に放火した』と語っていたのである。Aはこの爆破事件で最終的に懲役10年～12年の不定期刑が言い渡されたが警部は退院後、独自に調査を行い爆破事件前のAの発言と合わせ、以下のような事実と状況証拠によって以下の推察をするに至った。

### モロ・キャッスル号乗り組み前のA
Aは思春期に性器の発育不全から劣等感を持ち、次第に周囲から精神病の一種を患ったと見られ、盗み癖が悪くなる一方で無線機に興味を持ち商船の通信員やラジオ技師や無線機工場で働いていた。しかし周囲からの差別から職場で備品を盗んで解雇されるなど職を転々として精神状態が悪化するうちに完全犯罪の殺人や証拠が残りにくい放火事件に興味を抱くようになった。

### 事故前後のAの行動と推察
1934年3月にAは次席一等通信士としてモロ・キャッスル号に乗り組み、上司を追い出して自身が通信長になることに成功した。そして事故前に発生した中毒事件や火災がAの仕業と船長が疑っていることを知り、以前、結婚していた時に些細な事から妻と喧嘩した際に妻の愛犬を毒殺した毒薬を使って船長を毒殺したと警部は推察した。更にAは証拠隠滅のため寄港したハバナで硫酸を入手して通信室の棚に持ち込み、更に火薬が船客執筆室の天井に移動されることを知った。そして事故当日の午前0時、Aは当直を交代したのを機に無線室を20分ほど姿を消している。Aが警部に語ったところによるとこの間に船客執筆室に入り、インクの代わりに硫酸を入れた万年筆をロッカーに掛けていたウエイターの制服の内ポケットに仕込んだ。やがて硫酸は万年筆に使われている銅を溶かしてロッカーに入っていた可燃物に接触し発火に至ったと考えられている。なお、火災により通信室が使用不能となった後、Aは船首で懐中電灯を使って発光信号を送っていたことが評価されており、その表彰パーテイでモロ・キャッスル号の生存者と出逢い、生存者の紹介で警察官になっていた。

### Aの爆破事件後
戦後の1952年7月、刑務所を出所して再びラジオ修理店を営んでいたAは借金をしていた親子を殺害した容疑で逮捕され、1954年9月に第1級殺人罪で無期懲役の判決を受けた後、1958年1月に心臓麻痺で獄死した。結局、Aは『モロ・キャッスル』においての一連の刑事責任については一切問われることなく生涯を終え、モロ・キャッスル号における惨事は公式には『海難事故』として現在にいたっている。